# Orectochilus
Orectochilus är ett släkte av skalbaggar som beskrevs av Pierre François Marie Auguste Dejean 1833. Orectochilus ingår i familjen virvelbaggar.
Släktet innehåller bara arten Orectochilus villosus.

## Bildgalleri

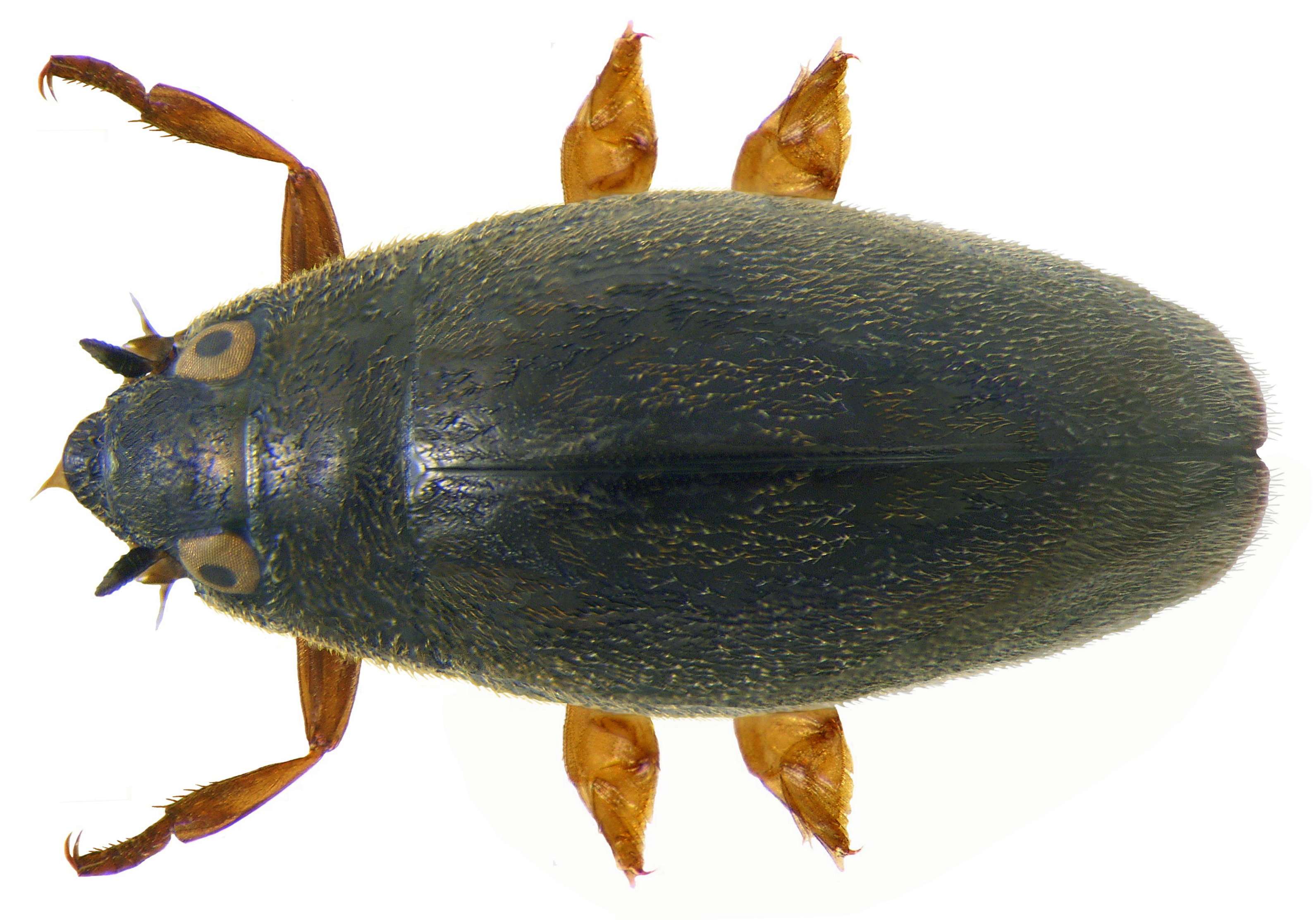